# Thomas Regenfus
Thomas Regenfus (* 1977 in Erlangen) ist ein deutscher Rechtswissenschaftler.

## Leben
Nach dem Abitur 1996 am Marie-Therese-Gymnasium Erlangen und dem ersten juristischen Staatsexamen 2002 war er von 2002 bis 2006 wissenschaftlicher Mitarbeiter am Institut für Recht und Technik. Von 2003 bis 2005 war er Rechtsreferendar im Bezirk des Oberlandesgerichts Nürnberg. Nach dem zweiten juristischen Staatsexamen 2005 war er von 2005 bis 2006 wissenschaftlicher Mitarbeiter am Institut für Recht und Technik. Von 2007 bis 2009 war er Richter auf Probe/Richter am Landgericht Nürnberg-Fürth (allg. Zivilsachen 1. Instanz, Mietsachen 1. und 2. Instanz, Verfahren nach dem UKlaG, Beschwerden in Nachlass und Grundbuchsachen). Nach der Promotion 2007 „Komplexe Prozessführung – Durchsetzung zivilrechtlicher Abwehransprüche bei behördlichen Genehmigungserfordernissen“ war er von 2008 bis 2009 Staatsanwalt bei der Staatsanwaltschaft Nürnberg-Fürth. Von 2009 bis 2012 war er Regierungsrat/Oberregierungsrat im Bayerischen Staatsministerium der Justiz und für Verbraucherschutz. Nach der Habilitation 2011 „Vorgaben des Grundgesetzes für die Lösung sachenrechtlicher Zuordnungs- und Nutzungskonflikte“ (venia legendi: Bürgerliches Recht, Zivilprozessrecht, Technik- und Wirtschaftsrecht und Rechtstheorie) und der Ernennung zum Privatdozenten war er von 2012 bis 2016 Richter am Landgericht Nürnberg-Fürth (allg. Zivilsachen 1. Instanz; Bank- und Kapitalmarktsachen 1. und 2. Instanz; Mitarbeit in Verwaltungsangelegenheiten). Von 2016 bis 2017 war er Akademischer Oberrat auf Zeit an der Friedrich-Alexander-Universität Erlangen-Nürnberg. Seit 2017 ist er Richter am Landgericht Nürnberg-Fürth (allg. Zivilsachen 1. Instanz; Bank- und Kapitalmarktsachen, Erbsachen 1. und 2. Instanz; Mitarbeit in Verwaltungsangelegenheiten). Am 4. März 2019 erfolgte die Ernennung zum außerplanmäßigen Professor.

## Schriften (Auswahl)
- Komplexe Prozessführung. Durchsetzung zivilrechtlicher Abwehransprüche bei behördlichen Genehmigungserfordernissen. Köln 2007, ISBN 3-452-26707-5.
- Vorgaben des Grundgesetzes für die Lösung sachenrechtlicher Zuordnungs- und Nutzungskonflikte. Berlin 2013, ISBN 978-3-428-84016-8.
- mit Klaus Vieweg: Examinatorium Sachenrecht. München 2011, ISBN 978-3-8006-4161-1.